# Club Deportivo Hércules
El Club Deportivo Hércules es un equipo de fútbol profesional de San Salvador, El Salvador que fue fundado el 25 de septiembre de 1904 como Club Deportivo Hércules, teniendo ramas en el atletismo, la natación, el baloncesto y el fútbol. Fue refundado el 9 de mayo de 2025 para su participación en la Primera División de El Salvador desde el Torneo Apertura 2025.

## Historia
Hércules fue una potencia durante finales de la década de 1920 en los torneos barriales de San Salvador e interdepartamentales sin una estructura de liga profesional, conocida como época del amateurismo, a principios de la década de 1930 alcanzó su histórica hazaña al ser heptacampeón nacional, obteniendo su apodo de Estrellas Negras y vistiendo de blanco y negro, ganando su primer título el 13 de noviembre de 1927 derrotando al Chinameca 3-0 posteriormente se agenció el campeonato en 1928 y en las temporadas 1929-30, 1930-31, 1931-32, 1932-33, 1933-34.
Aunque la Primera División de Fútbol Profesional en El Salvador no existía en ese momento, y la Comisión Nacional de Educación Física de El Salvador no realizó un torneo nacional oficial durante esos años, los campeonatos que ganaron son a menudo considerados los títulos nacionales en la tradición salvadoreña.

### Actualidad
En 2025, los dueños de Once Deportivo de Ahuachapán (Campeón del Apertura 2024) anunciaron el regreso del equipo a la Primera División para el Apertura 2025 luego de un cambio de sede. El 9 de mayo fue oficialmente presentada su directiva, historia y escudo oficial en los foros de Canal 4 en TCS. El evento contó con la presencia de distintos periodistas del medio deportivo.
Hércules participará en la Copa Centroamericana como uno de los representantes de El Salvador, en virtud del título obtenido por el Once Deportivo en el Torneo Apertura 2024.

## Palmarés

### Títulos Nacionales (8)
| Competición nacional                            | Títulos              | Subcampeonatos |
| ----------------------------------------------- | -------------------- | -------------- |
| Primera División de El Salvador Era amateur (3) | 1927, 1928 y 1929-30 |                |
| Supercopa de El Salvador (1/0)                  | 2025                 |                |

| Competición regional            | Títulos                             | Subcampeonatos |
| ------------------------------- | ----------------------------------- | -------------- |
| Zona Centro de El Salvador* (4) | 1930-31, 1931-32, 1932-33 y 1933-34 |                |

*Considerados títulos de "Primera División"